# متنزه بركان مايون الوطني
متنزه بركان مايون الطبيعي Mayon Volcano Natural Park
هي منطقة طبيعية محمية في الفليلبين تحيط ببركان مايون الذي يقع في المنطقة 5 المسماة «منطقة بيكول». هذه المنطقة تقع في جزيرة لوزون ، أكبر جزر الفلبين.
يغطي هذا المتنزه الطبيعي مساحة قدرها 5777 هكتار، ويقع في وسطها بركان مايون. وبركان مايون من أنشط براكين الفلبين . ويشتهر بركان مايون اشكله المخروطي المثالي. وكان أول تاريخ لإعلان منطقته متنزه وطني في عام 1938 ، ثم أعيد تسميته لكي يصبح متنزها طبيعيا في عام 2000.

## اقرأ أيضاً
- بركان طبقي
- محمية طبيعية
- [قائمة المناطق المحمية في الفلبين]
- متنزهات جبال روكي الكندية

‌